# 欧比亚克 (吉伦特省)
欧比亚克（法語：Aubiac，法語發音：[objak]）是法国吉伦特省的一个市镇，属于朗贡区。

## 地理
欧比亚克（44°28'10"N, 0°14'29"W）面积5.62 平方千米，位于法国新阿基坦大区吉倫特省，该省份为法国西南部沿海省份，是法國本土面积最大的省，北起滨海夏朗德省，西临大西洋，南至朗德省，东南接洛特-加龍省，东临多爾多涅省。
与欧比亚克接壤的市镇（或旧市镇、城区）包括：马泽尔、巴扎斯、卡扎茨、勒尼藏。

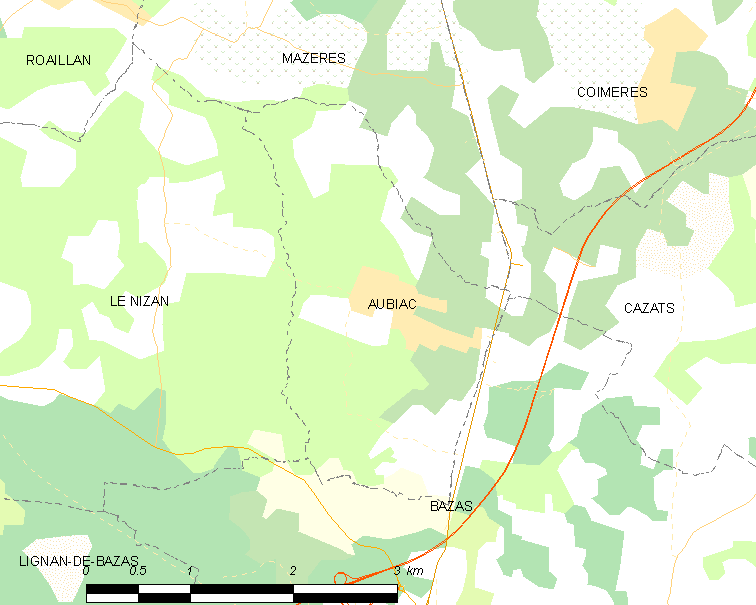
的OSM定位图

欧比亚克的时区为UTC+01:00、UTC+02:00（夏令时）。

## 行政
欧比亚克的邮政编码为33430，INSEE市镇编码为33017。

## 政治
欧比亚克所属的省级选区为南吉伦特县。

## 人口

1962-2008年间人口变化图示

欧比亚克于2022年1月1日时的人口数量为301人。